# Microsoft Accounting
Серія Office Accounting є набором професійних шаблонів, додаткових програм і засобів для створення на базі Microsoft Office систем обліку і бухгалтерії початкового рівня. До серії входять Office Accounting Express, Office Accounting Standard, Office Accounting Professional, Office Accounting Professional Plus і Small Business Accounting.
Остання версія продукту — Microsoft Office Accounting 2009 SP2, доступна в безкоштовній Express- і комерційній Professional-редакціях, — вийшла 27 жовтня 2009 року.
В листопаді 2009 компанія Microsoft ухвалила рішення припинити роботу над розвитком лінійки продуктів Office Accounting. Таке рішення було прийнято на основі аналізу багаторічної роботи з Office Accounting. У результаті експерти Microsoft прийшли до висновку, що на сьогоднішній день користувачів цілком влаштовують ті безплатні шаблони, які пропонуються на сайті компанії. А для компаній середнього ешелону у Майкрософт є Microsoft Dynamics AX.

## Виноски
1. ↑  Microsoft отказывается от линейки Office Accounting. Архів оригіналу за 14 січня 2010. Процитовано 4 листопада 2009. [Архівовано 2010-01-14 у Wayback Machine.]